# Thüringer Schlosskonzerte

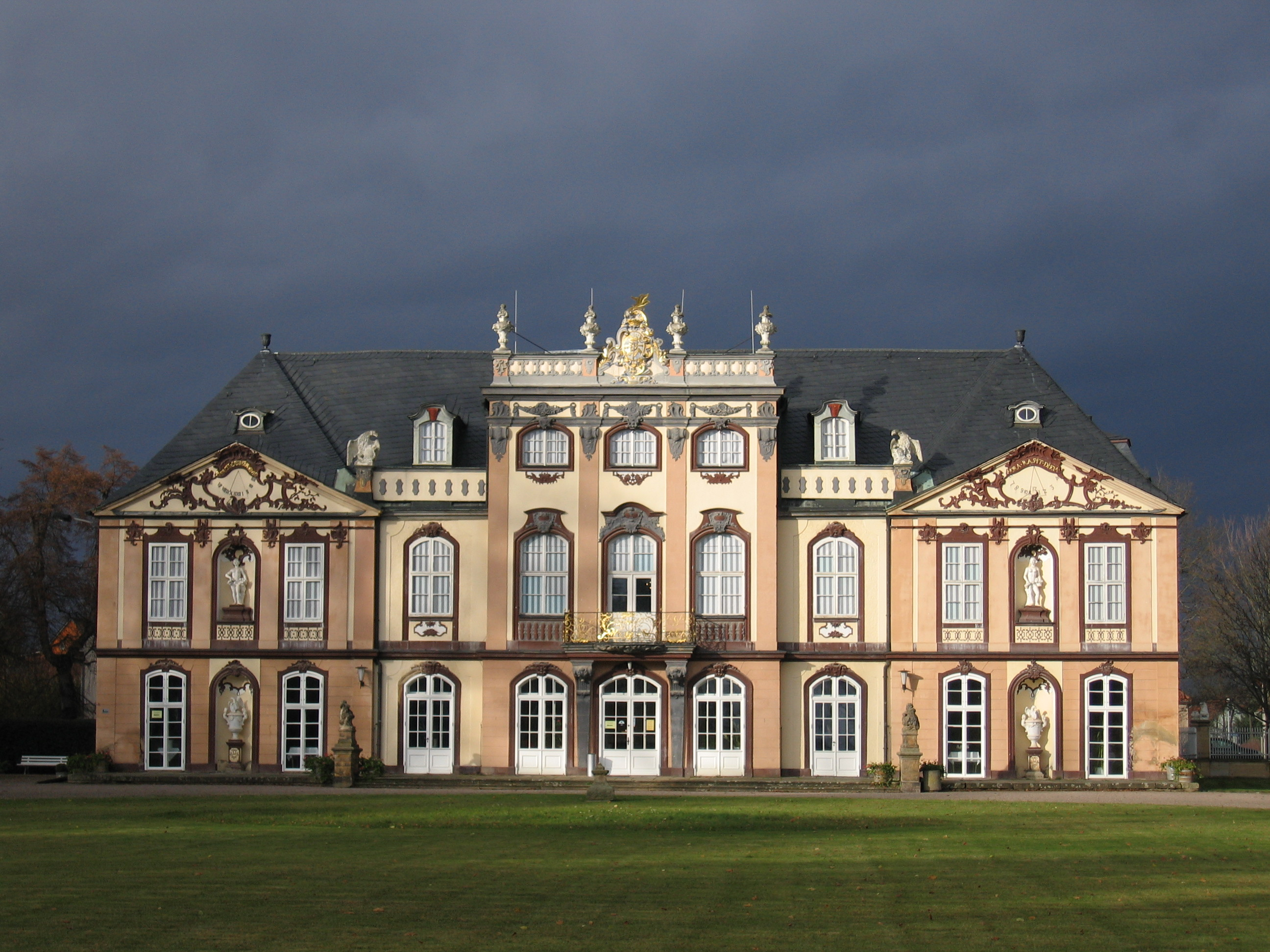
Schloss Molsdorf bei Erfurt, seit 1966 ein Veranstaltungsort der Thüringer Schlosskonzerte

Unter dem Namen Thüringer Schlosskonzerte finden seit 1966 verschiedene Konzertreihen mit klassischer Musik in Räumen von Thüringer Burgen und Schlössern statt.

## Geschichte

### Gründung der Konzertreihe durch Kaspar Schaefer 1966
Der Flötist und Cembalist Kaspar Schaefer begann 1966 mit der Organisation einer Konzertreihe Thüringer Schloßkonzerte u. a. im kurz zuvor sanierten Schloss Molsdorf bei Erfurt. Im Laufe der Zeit kamen weitere Aufführungsorte hinzu. In Thüringen veranstaltete er im Jahr 1993 45 Konzerte auf der Creuzburg, im Goethesaal des Rokokoschlosses in Dornburg, auf der Heidecksburg in Rudolstadt, im Meyenburg-Museum Nordhausen, in Kochberg, in Molsdorf, auf Schloss Ehrenstein in Ohrdruf,  auf Schloss Reinhardsbrunn, auf der Burg Seebach, in Kapellendorf und auf Schloss Sondershausen.
1995 fanden 62 Konzerte statt, wobei die Burg Lohra, Schloss Landsberg in Meiningen, Schloss Frankenhausen und die Ägidienkirche in Erfurt als Aufführungsorte hinzukamen. 1996 wurden zudem noch das Ekhoftheater auf Schloss Friedenstein in Gotha, das Theater im Schlossgarten Arnstadt, die Stadtkirche Neuhaus am Rennweg, die Wilhelmsburg Schmalkalden und die Burg Hanstein bespielt.
Zu den mitwirkenden Musikern zählten vor allem Solisten des Gewandhausorchesters Leipzig, der Staatskapelle Weimar, der Staatskapelle Dresden und der Staatskapelle Berlin, zudem u. a. die Sängerin Susanne Ehrhardt und die Pianisten Johann Gottlob von Wrochem und Lotte Jekéli. Zum Teil fanden die Konzerte nur bei Kerzenschein statt. Insgesamt wurden unter der Leitung von Schaefer in 30 Jahren 2700 Konzerte durchgeführt.

### Die Konzertreihe von Jürgen Kupfer 1990
Parallel dazu initiierte im Jahr 1990 der Erfurter Cembalist und Konzertmanager Jürgen Kupfer (* ca. 1947 in Gotha) eine eigene Konzertreihe, ebenfalls unter dem Namen Thüringer Schloßkonzerte. Als neue Aufführungsorte nutzte er u. a. die Elgersburg, das Schloss Kromsdorf, das Rathaus in Zella-Mehlis und das Palais Bad Köstritz. 1993 begründete er zudem die Rathauskonzerte in Pößneck. Nach dem Tode Kaspar Schäfers führte er auch dessen Konzertreihen weiter, u. a. auf Schloss Molsdorf und der Burg Creuzburg, und verpflichtete hierzu vor allem Orchestermusiker aus Erfurt, Gotha und Eisenach sowie Solisten aus osteuropäischen Ländern. 2014 stellte Kupfer die Organisation der Konzerte auf der Creuzburg ein, 2016 wurden auch die Konzerte auf der Elgersburg nicht mehr weitergeführt.

## Neugründung 2021/22

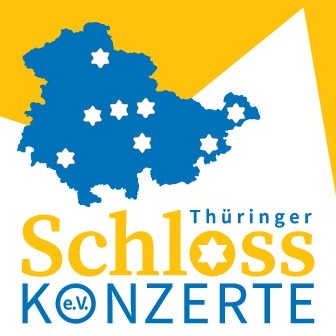
Logo des Vereins Thüringer Schlosskonzerte e. V.

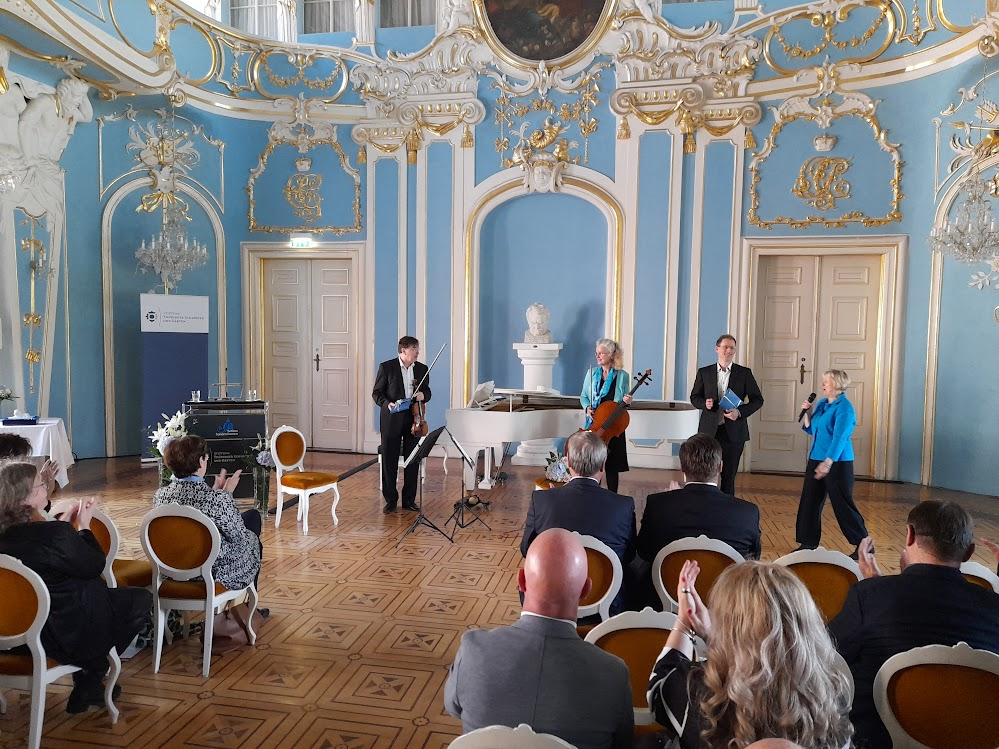
Das Trio Triton nach erfolgter Übergabe des vereinseigenen Konzertflügels an die Stiftung Thüringer Schlösser und Gärten, vertreten durch Doris Fischer

2021 bildete sich im Kammermusikverein Erfurt eine Arbeitsgruppe zur Wiederbelebung der Thüringer Schlosskonzerte. Unter Bezug auf die acht Sterne im Thüringer Wappen entstand die Idee, jährlich in allen ehemaligen Thüringer Kleinstaaten (Sachsen-Weimar-Eisenach, Sachsen-Meiningen, Sachsen-Gotha, Sachsen-Altenburg, Volksstaat Reuß, Schwarzburg-Sondershausen und Schwarzburg-Rudolstadt) sowie im ehemals preußischen Regierungsbezirk Erfurt mindestens ein Kammerkonzert in einem der dort gelegenen Schlösser zur Förderung der Kammermusik auf professionellem Niveau zu veranstalten. In Zusammenarbeit mit den Eigentümern wie der Stiftung Thüringer Schlösser und Gärten und den Kommunen und mit Unterstützung des Thüringer Finanzministeriums und privater Sponsoren wurden 2021 neun Konzerte organisiert. Als Aufführungsorte kamen das Residenzschloss Altenburg und das Sommerpalais Greiz hinzu.
Im Januar 2022 wurde ein eigener, gemeinnütziger Trägerverein gegründet. Zu den Gründern zählten unter anderem Mitglieder des Philharmonischen Orchesters Erfurt, der Thüringen Philharmonie Gotha-Eisenach, der Jenaer Philharmonie sowie der Meininger Hofkapelle. Vorsitzende wurde Claudia Schwarze. Es wurden zehn Konzerte in allen ehemaligen Kleinstaaten geplant. Am 8. Mai 2022 fand das Eröffnungskonzert auf Burg Creuzburg statt. Zu den Thüringer Schlössertagen am Pfingstwochenende 2022 organisierte der Verein drei Kammerkonzerte auf der Veste Heldburg, dem Alten Schloss Dornburg und der Heidecksburg.
2023 wurde das Programm auf 13 Konzerte erweitert. Neben den bereits zuvor bespielten Schlössern wurden Schloss Tenneberg, die Leuchtenburg bei Seitenroda, Schloss Ponitz im Altenburger Land und Schloss Elisabethenburg in Meiningen erstmals Aufführungsorte. Am 9. Mai übergab der Verein der Stiftung Thüringer Schlösser und Gärten im Blauen Saal von Schloss Sondershausen einen wertvollen Konzertflügel, den die Selinkastiftung dem Verein zuvor geschenkt hatte, als Dauerleihgabe. Er wurde im Rahmen einer Feier zur Saisoneröffnung durch den Pianisten Ralph Neubert und dem Trio Triton vorgestellt.